# Somerset (Wisconsin)
Somerset è un villaggio degli Stati Uniti d'America, situato in Wisconsin, nella contea di St. Croix.